# Alpioniscus haasi
Alpioniscus haasi är en kräftdjursart som beskrevs av Karl Wilhelm Verhoeff 1931. Alpioniscus haasi ingår i släktet Alpioniscus och familjen Trichoniscidae. Inga underarter finns listade i Catalogue of Life.